# Pyrinia amphisaria
Pyrinia amphisaria là một loài bướm đêm trong họ Geometridae.